# Reshef
| r · S | p | w | A40 |

| r · S | p | w | A40 |

| r · S | p | W | G7 |

| r · S | p | W | G7 |

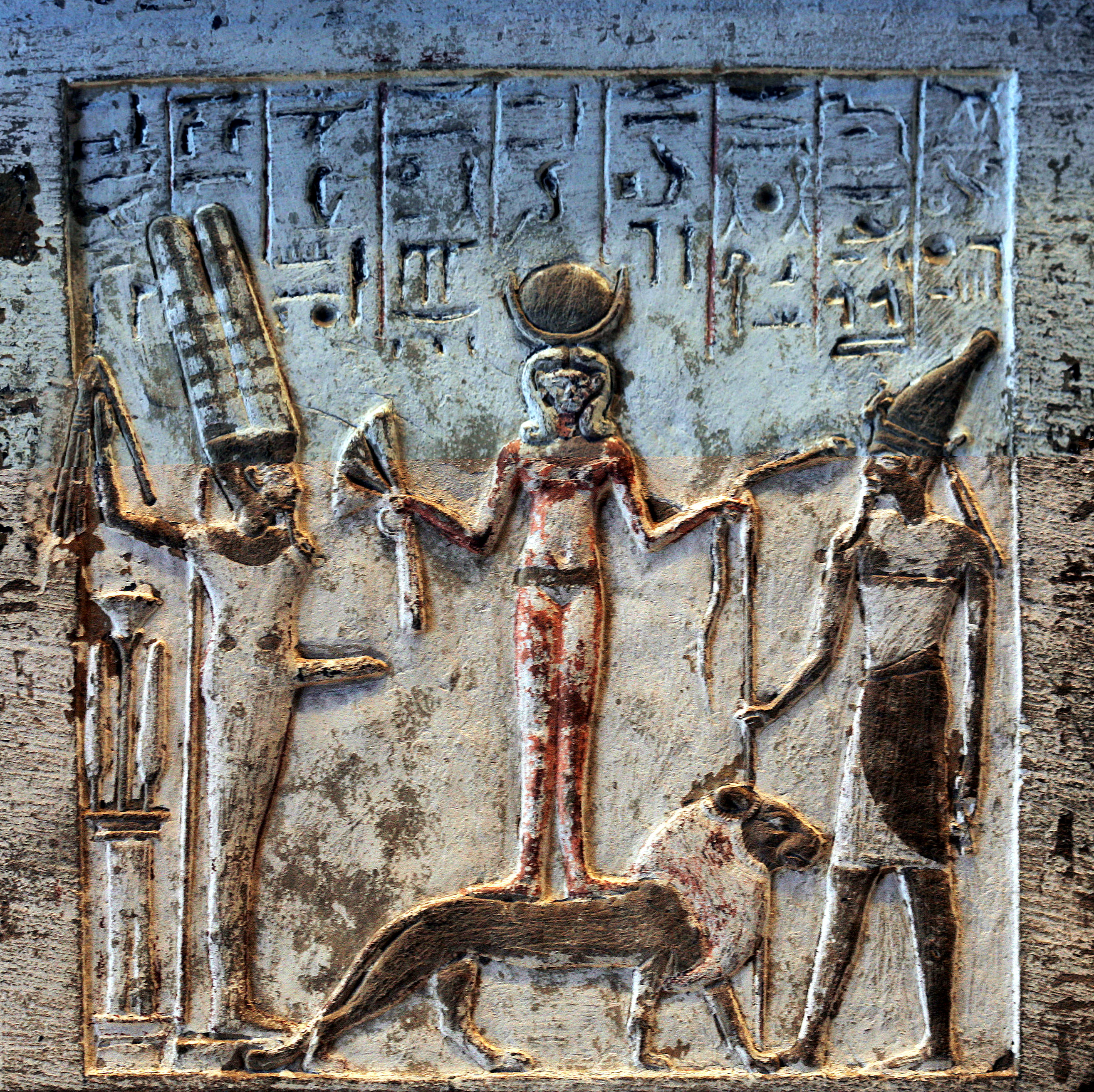
A la derecha, Reshef representado en la estela de Qetesh.

Reshef, Rashshaf, Rasap o Resef (Cananeo/Hebreo ršp/ רשף) fue, en la mitología cananea un dios de la peste y luego, también de la guerra.
Resef está asociado con el rayo, por lo que también puede interpretarse como un dios del tiempo.

## Textos ugaríticos

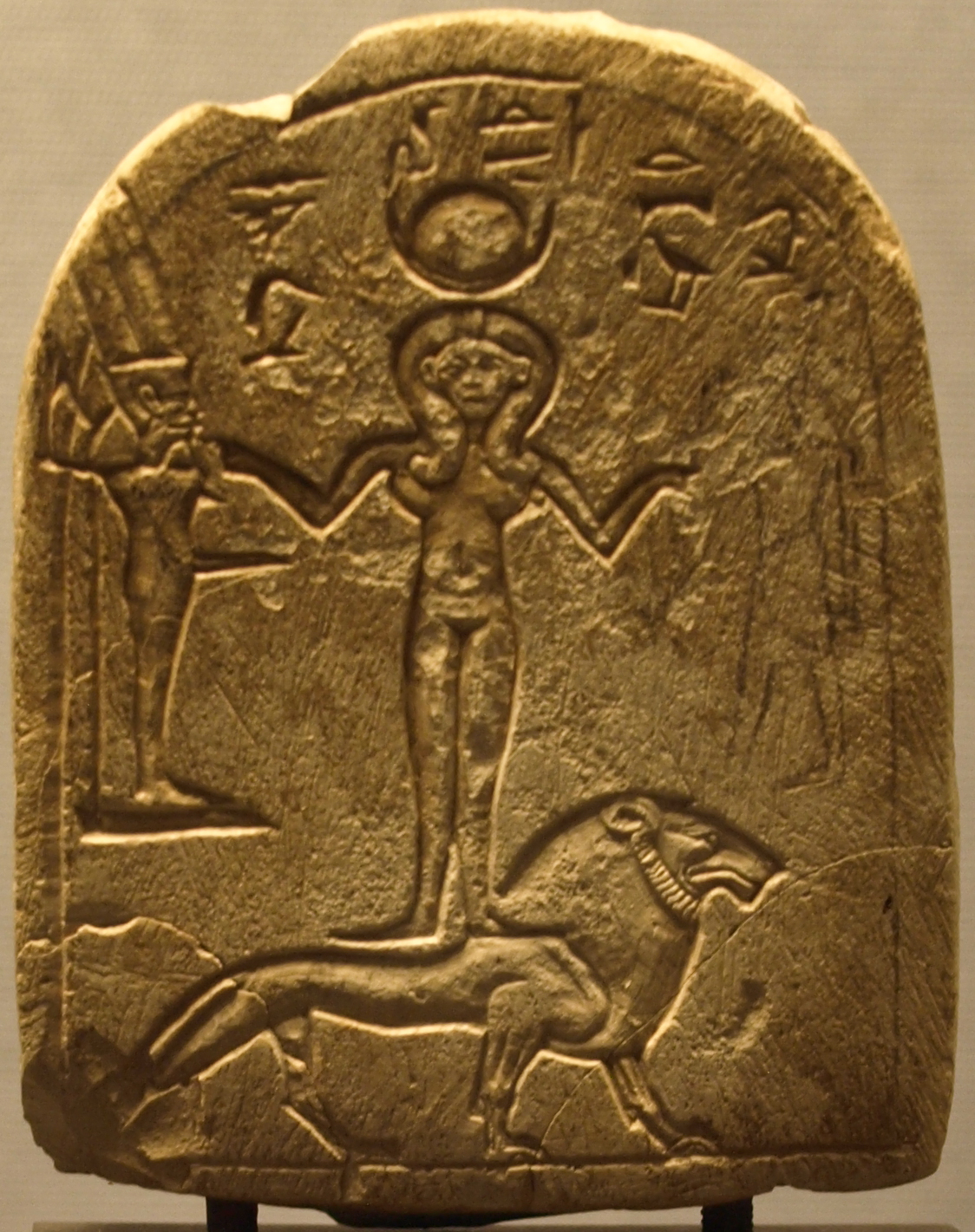
Dibujo egipcio que incluye a los dioses Min, Qetesh y Reshepu

En Ugarit, Resef fue identificado con Nergal y en Idalión (Chipre), con Apolo.
Resef es mencionado en textos mitológicos ugaríticos, como en la epopeya de Kirta y la Yegua y Horon. En las inscripciones fenicias se le llama "Resef del Jardín" (rshp gn) y "señor de la flecha" (b`l chtz). En inscripciones bilingües fenicio-hititaa se refieren a él como "dios ciervo" o "dios gacela".
En Kition, Chipre, Resef tenía el epíteto de ḥṣ, interpretado como "flecha" por Javier Teixidor, por lo que interpreta a Resef como un dios de la peste, comparable a Apolo cuyas flechas llevaron la peste a los dánaos (Ilíada I.42- 55).
La antigua ciudad de Arsuf, en el centro de Israel todavía lleva el nombre de Reshef, miles de años después de que hubiese cesado su culto.

### Egipto
En egipcio era Reshepu o Reshpu y en su mitología, llegó a ser un dios guerrero, "Señor del cielo" y "Señor de la eternidad", proveniente de la tierra de los cananeos y más tarde un popular dios protector que escuchaba las plegarias de sus fieles, "el que escucha las plegarias" y curaba las enfermedades. 
Su culto se introdujo a partir del Imperio Nuevo, cuando los soldados egipcios en Siria lo trajeron de vuelta a Egipto, como otros compatriotas divinos (Qadesh, Astarté, Baal). Por eso se le representa como guerrero con barba asiria y con el símbolo de la gacela como era representado allí. 
Llegó a ser popular bajo Amenhotep II (dinastía XVIII), como dios de los caballos y carros. Originalmente fue adoptado en el culto real y Reshef llegó a convertirse en una deidad popular en el período ramésida, al mismo tiempo que desaparecía de las inscripciones reales. En este último período, fue representado con cabeza de carnero, armado con escudo, lanza y hacha, y a menudo, junto a Qetesh y Min. 
Considerado el marido de la diosa Qadesh y padre  de Min (aunque otras fuentes lo identifican como compañero de la diosa Itum), como "el que contesta las oraciones", el culto de Reshef se difundió a todos los niveles de la sociedad, velando por la riqueza y el bienestar sus devotos. Su poder combativo se podía dirigir a luchar contra las enfermedades que aquejaban a la gente. El texto de una antigua fórmula apotropaica invocaba el nombre de Reshef, junto con el de Astarté, como remedio a la acción del demonio al que se atribuía la causa del dolor abdominal. En su doble aspecto del dios guerrero y curandero, combinaba en sí mismo las polaridades opuestas de la vida y la muerte. Reshef era conocido en Egipto y en el Cercano Oriente como Reshep-Shulman.
Una región de la orilla oriental del Nilo era conocida como "Valle de Reshep" y fue objeto de culto, principalmente, en Egipto, Deir el Medina y Heliópolis.

## Textos eblitas
Reshef se encuentra en tablillas de arcilla del tercer milenio de Ebla (Tell Mardij) como Rasap o Ra-sa-ap. Aparece como divinidad de las ciudades de Atanni, Gunu, Tunip y Siquem. También es uno de los dioses principales de la ciudad de Ebla llevando su nombre una de las cuatro puertas de la ciudad.

## Biblia hebrea
Su nombre aparece en hebreo clásico como una palabra con el significado de "fuego, rayo" (Salmo 78:48) y los significados derivados o figurativos de "flecha" (como "rayo del arco", Job 5:7) y " fiebre ardiente, peste" (por lo que el organismo está "inflamado", Deuteronomio 32:24). Resef como nombre de persona, aparece como un nieto de Efraín, en I Crónicas 7:25.
El hebreo de Habacuc 3:05 nombra a Dabir y a Reshef marchando derrotados ante el desfile de El desde Temán y Monte Parán. Dabir y Reshef normalmente son traducidos como pestilencia y peste. Debido a descubrimientos literarios realizados en Tell Mardij, por primera vez, se atestigua a Dabir como divinidad, fuera de la Biblia hebrea. Este descubrimiento es significativo para la traducción correcta de este versículo.